# Састура
Састура (Шаштура) (*д/н — сер. VIII ст. до н. е.) — володар міста-держави Каркемиш.

## Життєпис
Походив з династії Астіруви. Втім достеменно невідомий його батько. Розглядається як брат, небіж або зять чи навіть онук царя Камані. За його панування обіймав посаду першого слуги (на кшталт візира). Висловлюється думка, що після смерті Камані близько 760 року до н. е. став регентом при його сині. Втім інші дослідники розглядають Састуру як законного і повноцінного царя Каркемиша.
У будь-якому разі продовжив політику попередніх володарів, дотримуючись миру з сусідами, насамперед з Ассирією (хоча Каркемиш вже був незалежним від неї), розбудовуючи іригацію та міста, сприяючи торгівлі. Панував приблизно до 750/740-х років до н. е.
За різними версіями йому спадкував син (гіпотетичне ім'я — Астірува II) або Пісірі, який також міг бути сином або іншим родичем Састури.